# 済州ラブ・ランド

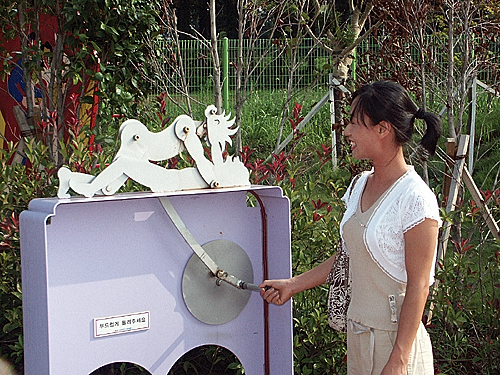
ラブランドにある展示作品を動かす女性

済州ラブ・ランド (Jeju Loveland) は、2004年に大韓民国の済州島にできた野外彫刻公園兼セックスミュージアム。
この公園は人間の性や生命の神秘をコンセプトとしており、屋内では性や体位に関する展示や性教育ビデオの上映もしている。
また、男根型彫刻や、石でできた陰唇、そして触って動かせる立体作品など、人間の性をテーマにした140の彫刻を展示している。

## 概要
朝鮮戦争後、済州島は暖かな気候もあいまって、新婚旅行の行き先として韓国の新婚カップルたちに人気を博した。しかし当時のカップルの多くは見合い結婚をしていたためセックスの経験がない場合もあり、この島は結婚初夜の性教育の中心としても知られるようになった。
ドイツのデア・シュピーゲルによると、1980年代後半、夜間に新婚のカップルたちを癒すためにエロティックなショーを開催していた済州島のいくつかのホテルの従業員たちを、旅行作家サイモン・ウィンチェスターは緊張をほぐすプロだと評している。
2004年4月16日にオープン予定であったこの公園のために、2002年弘益大学校の卒業生たちが彫刻等を制作した。
サッカー場2つほどの広さがあり、すべての彫刻などが約1時間ほどで見ることができ、月ごとに代わる、韓国の芸術家による特別展示もある。
18歳未満の入園は不可で、一部の遊園地エリアは大人と同伴してきた未成年者たちのために開放されている。

## 関連作品
- 水岩裕介 『韓国済州島 秘宝館×三館　JEJU LOVE LAND×SEX MUSEUM×World Eros Museum』（2009年　ローランズ・フィルム）

## 参考資料
- English-language version of official website (韓国語版・日本語版・中国語版あり)
- Tourist information
- 済州島旅行記（済州ラブランド）
- 「セクシーですが芸術です。最高の盛り上がりスポット「済州・ラブランド」 - リクルート エイビーロード